# Acraea barnesi
Acraea barnesi är en fjärilsart som beskrevs av Stevenson 1940. Acraea barnesi ingår i släktet Acraea och familjen praktfjärilar. Inga underarter finns listade i Catalogue of Life.